# Una notte (film 2012)
Una notte (Une nuit) è un film del 2012 diretto da Philippe Lefebvre.
Si narra una notte movimentata e controversa del disinvolto comandante della buoncostume di Parigi.

## Trama
Simon Weiss è il comandante della buoncostume di Parigi e svolge il suo lavoro di notte andando in giro per i vari locali notturni della città. A fargli da autista c'è Laurence, una giovane agente al suo primo incarico di questo tipo.
Weiss conosce tutti i proprietari dei locali notturni e sfrutta palesemente la sua posizione per avere da questi favori di tipo investigativo, ma non solo.... 
La vicenda che fa da filo conduttore alla nottata riguarda il coinvolgimento del figlio di Garcia, grande amico di Weiss e proprietario di dieci locali notturni, in un caso di spaccio. Weiss è riuscito ad evitare l'arresto del ragazzo, ma ora con i suoi metodi deve indagare sulla storia e capire il coinvolgimento di altri soggetti e se vi sia qualcuno che sta attaccando il suo amico Garcia.
In un susseguirsi incalzante di incontri in giro per la capitale francese, si arriva all'alba con la certezza che, nonostante tutto quello che abbia fatto per lui, Garcia ha tradito Weiss denunciandone la corruzione. Con abilità e fortuna però il comandante della buoncostume ha evitato di essere colto in flagranza e, intuito il proprio arresto grazie ad una soffiata, ha messo al sicuro anche i proventi di precedenti traffici che nascondeva a casa. Poi, rischiando in prima persona, si è recato nel covo di una banda da lui stesso attaccata, per avvertirli che il loro avvocato è persona inaffidabile, avendo già tradito altri due clienti, compreso Garcia.
Così prima che Weiss venga arrestato, l'avvocato Grosky che era il suo grande accusatore, viene trovato ucciso. Weiss giunge allora alla disciplinare sentendosi quasi al sicuro. Qui però ha una sorpresa. L'agente della disciplinare che scalpita per incastrarlo è Laurance Deray, la ragazza che ha passato con lui tutta la notte e alla quale non ha minimamente nascosto i suoi metodi poco ortodossi...

## Distribuzione
Il film è uscito nelle sale francesi il 4 gennaio 2012. In Italia non è stato distribuito nelle sale cinematografiche.

## Riconoscimenti
- 2013 - Premio Jacques Deray
  - Miglior film poliziesco francese